# سن ناتسارو
سن ناتسارو (به ایتالیایی: San Nazzaro) یک کومونه در ایتالیا است که در استان بنونتو واقع شده‌است.

## خصوصیات
سن ناتسارو ۲٫۰ کیلومترمربع مساحت و ۸۷۷ نفر جمعیت دارد.